# Westvleteren (bière)
Pour la commune, voir Westvleteren.
La Westvleteren est une bière trappiste belge.
Elle est brassée à l'abbaye de Saint-Sixte, à Westvleteren dans la commune de Vleteren en Flandre-Occidentale.

## Types de bière
La bière de Westvleteren se décline en trois types : 
- la Trappist Westvleteren blond (capsule verte)[2], une blonde titrant 5,8 % d'alcool
- la Trappist Westvleteren 8 (capsule bleue)[3], une brune acajou appelée extra titrant 8 %,
- la Trappist Westvleteren XII (capsule jaune)[4], une brune titrant 10,2 % d'alcool appelée abt (quadruple) refermentée sur un lit de levure qu'il convient d'éviter de verser.

À noter que les deux brunes développent des aromatiques complexes avec la maturation en bouteille. Dans de bonnes conditions, la 8 et la XII peuvent ainsi vieillir des années. Il convient de les laisser mûrir en conservant les bouteilles à la verticale et à l’abri de la lumière à une température comprise entre 12 et 16 °C. Elles se dégustent à cette même température. La Trappiste Blonde par contre se conserve moins longtemps et peut aussi être servie bien fraîche.

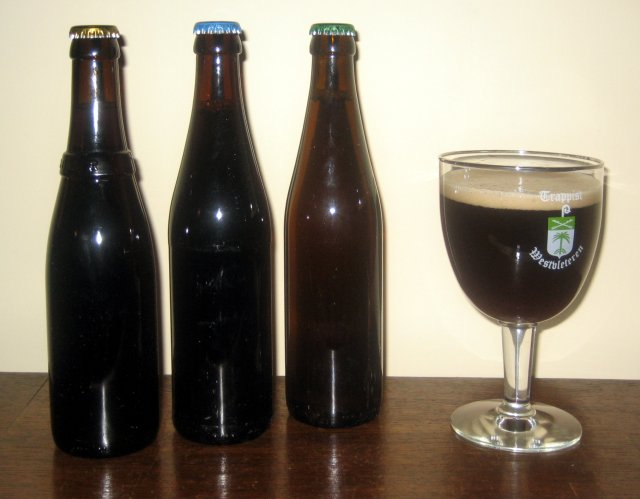
Les trois types de Westvleteren.

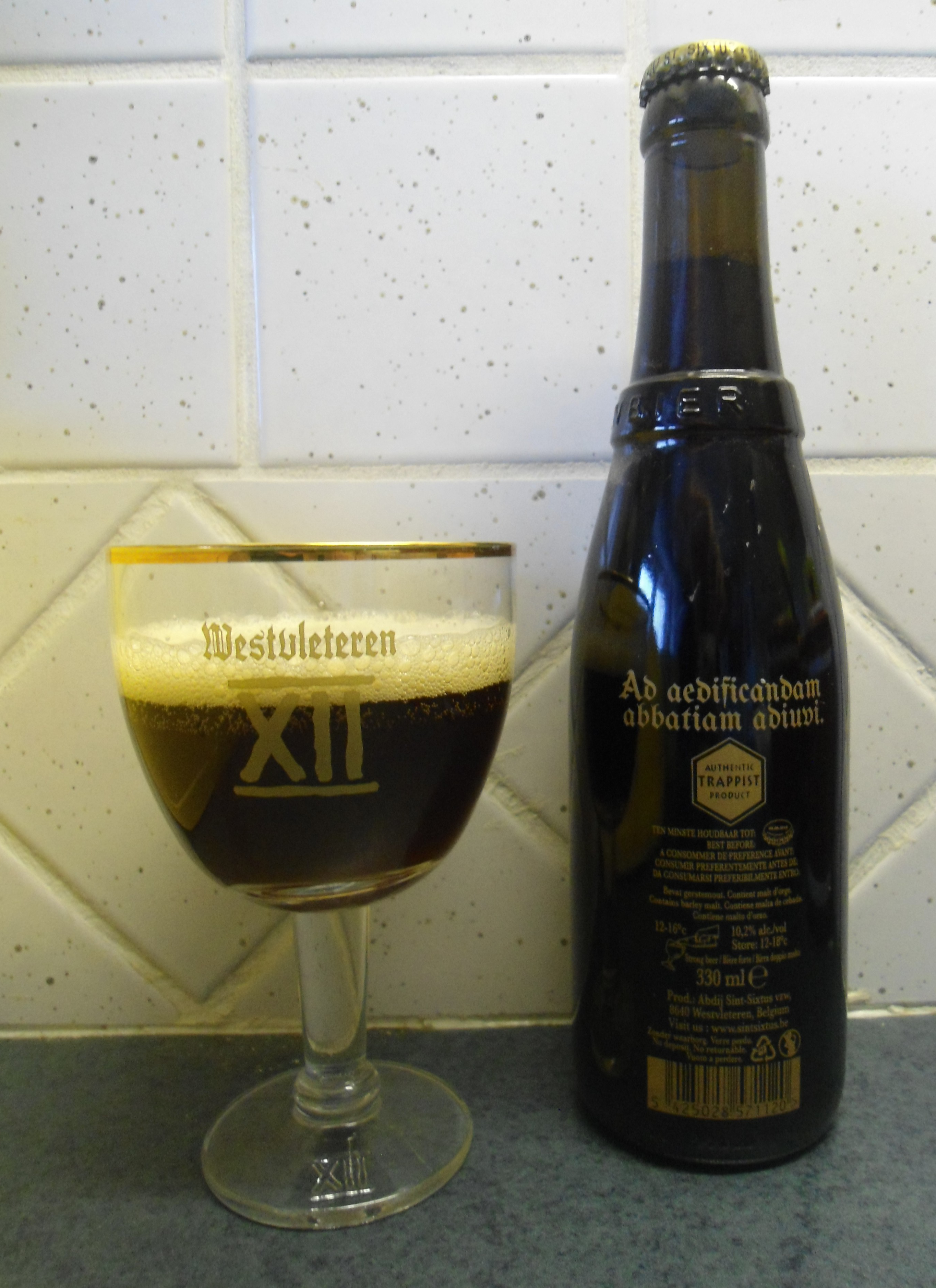
Westvleteren XII et son verre de dégustation, tirage limité de 2011.

## Production et vente
La Westvleteren est une bière difficile à se procurer car les moines de l'abbaye limitent volontairement la production à quelque 4 800 hectolitres par an. La demande s'est encore accrue depuis le 15 juin 2005, date à laquelle la Westvleteren XII a été élue meilleure bière du monde par un site américain parmi 30 001 autres bières issues du monde entier. Ce fait attira l'attention des médias, particulièrement britanniques, et provoqua une forte demande du public.
La bière n'est vendue qu'à l'abbaye. Il faut donc s'y rendre sur rendez-vous, même si quelques magasins spécialisés en vendent sans autorisation.
Face à la file de voitures les jours de vente, jusqu'à deux kilomètres, les moines décidèrent depuis le 25 septembre 2006, de rendre obligatoire une commande préalable par téléphone, à un numéro difficile à joindre, en précisant la plaque d'immatriculation de son véhicule. Il faut ensuite patienter une semaine puis se rendre à l'abbaye au jour et heure convenus. Chaque client n'a le droit qu'à acheter deux casiers, soit 48 bouteilles de 33 centilitres d'une seule sorte avec interdiction absolue de les revendre dans un but lucratif. Un seul rendez-vous par véhicule tous les soixante jours est autorisé.
L'établissement In de vrede, situé en face de l'abbaye et appartenant aux moines, propose légalement les trois variétés de trappistes à la carte et autorise, par moments, l'achat de six bouteilles, selon la production du moment (l'abbaye ne produisant qu'une variété de bière à la fois).
Malgré la forte demande par rapport à la quantité proposée, le prix reste celui d'une bière de bonne qualité vendue en grande distribution.
À l'automne 2011, les frères de Westvleteren emménagent dans leur abbaye rénovée. 
Afin de financer ce projet de rénovation, les frères de Westvleteren ont augmenté exceptionnellement, cette année-là, la production de leur célèbre Trappiste Westvleteren XII. Le résultat de leur travail est proposé une seule fois au grand public, en édition limitée : un coffret « Pierre d’abbaye » de Westvleteren XII contenant 6 bouteilles et 2 verres à dégustation. Une opération similaire est ensuite menée hors Belgique, notamment aux États-Unis et au Canada, en 2012.
Le 28 janvier 2013, le site Ratebeer a de nouveau élu la Westvleteren XII « meilleure bière du monde ».
En juin 2019, les moines ont remplacé la réservation par téléphone par un système de réservation en ligne.

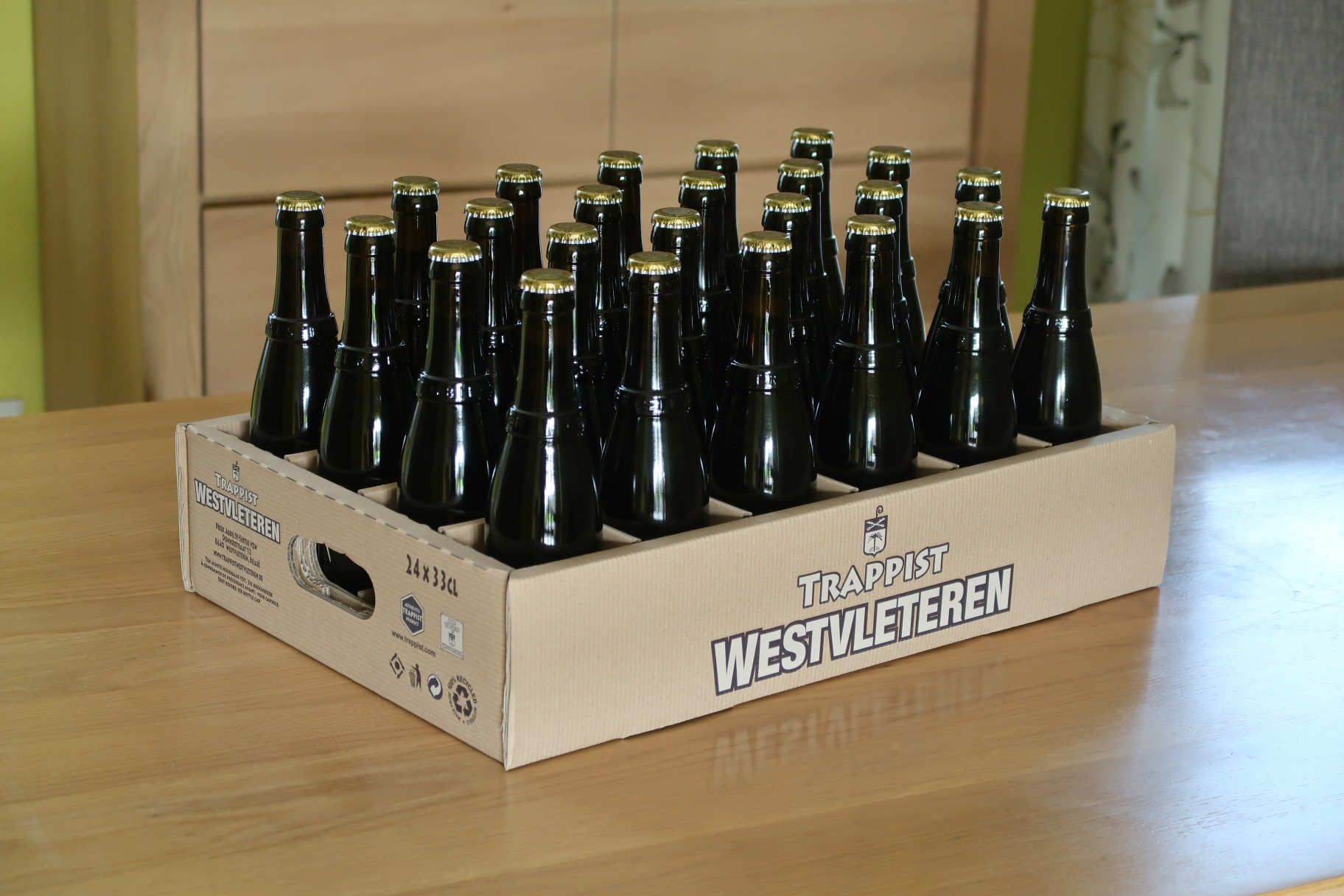
Bouteilles de Westvleteren 12 livrées à domicile dans un caisse en carton.

En 2021, ils ont lancé un projet de vente avec livraison à domicile depuis leur boutique en ligne. Les clients doivent avoir une adresse de livraison en Belgique et ne peuvent commander qu'un seul casier de 24 bouteilles de Westvleteren 12, qui sont expédiées dans une caisse en carton spécialement conçue,.